# Юрчук Ярослава Анатоліївна
Яросла́ва Анато́ліївна Юрчу́к — старший сержант Збройних Сил України, учасниця російсько-української війни, що відзначилася під час російського вторгнення в Україну.

## Життєпис
Ярослава Юрчук народилася у Волочиську на Хмельниччині. Несла військову службу в складі 503-го підрозділу морської піхоти 36-ї окремої бригади морської піхоти. З початком повномасштабного російського вторгнення в Україну перебувала на передовій — брала участь в обороні Маріуполя. Потім разом з співслуживцями евакуювалася до «Азовсталі», де перебували 47 днів. 12 квітня Ярослава Юрчук з десятками інших бійців вийшли з металургійного комбінату імені Ілліча та опинилася в полоні, де пробула понад пів року. Разом зі іншими 108 українськими жінками Ярославу Юрчук 17 жовтня 2022 року обміняли та повернули до України. Довгий час проходила курс реабілітації.

## Нагороди
- Орден «За мужність» III ступеня (2022) — за особисту мужність, виявлену у захисті державного суверенітету та територіальної цілісності України, незламність духу і вірність військовій присязі[4].